# Daan Schwagermann
Daniël (Daan) Schwagermann (Schiedam, 23 juni 1920 – 2023) was een Nederlands beeldend kunstenaar. Hij was hoofdconservator en directeur van verscheidene musea.

## Levensloop
Schwagermann is een zoon van Cord Heinrich Schwagermann uit Schiedam en Eufemia Anthonia Heintjes uit Sommelsdijk. Hij was leerling van de academies van beeldende kunsten te Rotterdam, de latere Willem de Kooning Academie, en Den Haag, de Koninklijke Academie van Beeldende Kunsten (akte Tekenen A). Schwagermann woonde en werkte in Schiedam en sinds 1962 in Haarlem. Hij schilderde en tekende, en verkreeg in 1942 met een historisch onderwerp de Tétar van Elven-prijs en met een stilleven een prijs uit het Willink van Collenfonds. Schwagermann was conservator/directeur van het Stedelijk Museum Schiedam van 1952 tot 1956, daarna was hij adjunct-directeur/directeur moderne kunst van het Frans Halsmuseum te Haarlem. Hij verhuisde later naar Bilthoven.
In 2020 was hij in het nieuws als oudste student van de Universiteit Utrecht, via HOVO (Hoger onderwijs voor ouderen).
Schwagermann overleed in 2023.

## Publicaties
- Daniël Schwagermann; Geschilderd portret van Lodewijk van Deyssel door Kees Verwey; Schiedamse Gemeenschap 1e/4 (1949) p. 55
- Schwagermann, D. (Voorw.); Moderne kunst-keuze uit het Frans Hals Museum, Haarlem, 1970